# Benedikt Zeilhofer
Benedikt Zeilhofer (cájlhofer), slovenski častnik, * 7. maj 1891, Poljčane, † 5. julij 1978, Maribor.
Po končanem učiteljišču v Mariboru je pred prvo svetovno vojno končal še šolo za rezervne oficirje. Do maja 1915 je bil s tirolskim deželnostrelskim polkom na ruskem bojišču, nato do konca vojne na soški fronti, med drugim je sodeloval pri kobariškem preboju v 12. soški bitki. V Mariboru se je 3. novembra 1918 pridružil generalu Maistru in kot komandir 6. stotinje mariborskega pešpolka decembra 1918 zasedel Radgono; sodeloval je tudi pri 2. koroški ofenzivi. Med obema vojnama zapostavljen in preganjan ostal v vojaški službi. Leta 1941 se je v Mariboru priključil NOB; 1942 je bil aretiran in izgnan na Tirolsko, kjer je ostal do 1945. Odlikovan je bil z jugoslovanskim redom belega orla z meči.